# Campeonato Sudamericano de Baloncesto de 1938
El Campeonato Sudamericano de Baloncesto de 1938 fue el sexto Campeonato Sudamericano de Baloncesto. Fue disputado en Lima, Perú y ganado por Perú.

## Ranking final
1. Perú
2. Argentina
3. Uruguay
4. Brasil
5. Ecuador

## Resultados
| Posición | Equipo    | Pts | W | L | PF  | PA  | Diff |
| -------- | --------- | --- | - | - | --- | --- | ---- |
| 1        | Perú      | 8   | 4 | 0 | 203 | 167 | +36  |
| 2        | Argentina | 7   | 3 | 1 | 218 | 180 | +38  |
| 3        | Uruguay   | 6   | 2 | 2 | 160 | 139 | +21  |
| 4        | Brasil    | 5   | 1 | 3 | 174 | 195 | -21  |
| 5        | Ecuador   | 4   | 0 | 4 | 132 | 206 | -74  |

| Perú      | 61 - 55 | Argentina |
| Perú      | 42 - 36 | Uruguay   |
| Perú      | 50 - 47 | Brasil    |
| Perú      | 50 - 29 | Ecuador   |
| Argentina | 46 - 39 | Uruguay   |
| Argentina | 60 - 38 | Brasil    |
| Argentina | 57 - 42 | Ecuador   |
| Uruguay   | 45 - 30 | Brasil    |
| Uruguay   | 40 - 21 | Ecuador   |
| Brasil    | 59 - 40 | Ecuador   |

| Bandera de Perú |
| Campeón Perú    |
| Primer título   |

| Predecesor: Santiago 1937 | Campeonato Sudamericano de Baloncesto VI edición | Sucesor: Río de Janeiro 1939 |

- Datos: Q592705